# Stenoptilomyia hyalinum
Stenoptilomyia hyalinum is een fossiele soort schietmot uit de familie Sericostomatidae.